# Svete Vjera, Nada i Ljubav
Sveta Vjera, Nada i Ljubav (lat. Sanctae Fides, Spes et Caritas), znane i kao Svete sestre ili Svete kćeri, rimske kršćanske mučenice i sestre, kćeri Svete Sofije Milanske.
Štovanje im, ovisno o Crkvi, pada na različite nadnevke. Prema Rimskomu matrirologiju, štuju se 1. kolovoza, dakle, različito od majke (Sofije Milanske), što je slučaj i u istočnom kršćanstvu. Ipak, njihov spomendan u Opći rimski kalendar ušao je tek u XVI. st., zalaganjem kardinala Cesarea Baronija (Bibliotheca Hagiographica Latina, 2966).
Prema djelu Passio Grgura Velikoga, kćeri su umorene prije majke te ih je sv. Sofija ukopala uz Apijski put.